# Por amor (álbum de Menudo)
Por amor é o décimo álbum de estúdio da boy band porto-riquenha Menudo, lançado em 1982, pela gravadora Padosa. A formação do grupo nesse período incluía os membros: Ricky Meléndez, Johnny Lozada, Xavier Serbiá, Miguel Cancel e o novo integrante Charlie Massó, que substituiu René Farrait.

## Divulgação
Como forma de divulgação, o grupo entrou em uma turnê que teve apresentações em vários países latinos, como Colômbia e México, na qual cantaram canções como "Quiero rock", "Dulces besos" e "Es por amor".

## Desempenho comercial
Comercialmente, tornou-se um sucesso. Em 18 de setembro de 1982, alcançou a posição de número 2 na parada Puerto Rico Top LPs da revista Billboard. Na Venezuela atingiu 174 mil cópias vendidas, o que o conduziu a ser certificado como disco de ouro no país.
Em 1998, o álbum foi lançado, junto com outros três álbuns do Menudo (Quiero ser, Una aventura llamada Menudo e Fuego), em compact disc (CD). Segundo a revista Billboard, na primeira semana de vendas, os quatro álbuns juntos superaram 10 mil unidades nos Estados Unidos.

## Lista de faixas
- Créditos adaptados do LP Por amor, de 1982.[6]

| N.º | Título              | Compositor(es)                                | Principal vocalista | Duração |  |
| 1.  | "Quiero rock"       | Alejandro Monroy, Julio Seijas, Claudio Villa | Miguel Cancel       | 2:36    |  |
| 2.  | "Lady"              | Monroy, Seijas, Villa                         | Johnny Lozada       | 3:36    |  |
| 3.  | "Y yo no bailo"     | Monroy, Seijas, Villa                         | Ricky Meléndez      | 2:41    |  |
| 4.  | "Es por amor"       | Eddy Guerin, Seijas, Villa                    | Miguel Cancel       | 3:51    |  |
| 5.  | "Chispa de la vida" | Monroy                                        | Charlie Massó       | 3:06    |  |
| 6.  | "Dulces besos"      | Monroy, Seijas, Villa                         | Johnny Lozada       | 3:21    |  |
| 7.  | "Fórmula"           | Escolar                                       | Xavier Serbiá       | 3:19    |  |
| 8.  | "Cuándo pasará"     | Luis Gómex Escolar, Seijas                    | Miguel Cancel       | 3:48    |  |
| 9.  | "Como eres tú"      | Monroy, Villa                                 | Grupo               | 3:48    |  |
| 10. | "Susana"            | Escolar                                       | Grupo               | 3:30    |  |

## Tabelas

### Tabelas semanais
| Tabela musical (1982)                                     | Melhor posição |
| --------------------------------------------------------- | -------------- |
| Estados Unidos (Billboard Top Latin Albums - Califórnia)  | 15             |
| Estados Unidos (Billboard Top Latin Albums - Nova Iorque) | 2              |
| Estados Unidos (Billboard Top Latin Albums - Texas)       | 9              |
| Porto Rico (Billboard Top Latin Albums)                   | 2              |

## Certificações e vendas
| Região    | Certificação | Vendas estimadas |
| --------- | ------------ | ---------------- |
| Venezuela | Ouro         | 174.000          |